# Aeroportul Waterville Robert LaFleur
Aeroportul Waterville Robert LaFleur (IATA: WVL, ICAO: KWVL, FAA LID: WVL) este un aeroport din Maine, Statele Unite ale Americii. Aeroportul a fost tranzitat în 2019 de 46 de pasageri.
Situat la o altitudine de 101 m, aeroportul dispune de 2 piste.

## Infrastructură

### Piste
Aeroportul dispune de 2 piste. Pista 05/23 are suprafața de asfalt și dimensiunile 5.500 picioare × 100 picioare. Pista 14/32 are suprafața de asfalt și dimensiunile 2.301 picioare × 60 picioare. 